# 2015 sur Internet
Cet article présente les faits marquants de l'année 2015 sur Internet.

## Évènements

### Janvier
- 27 janvier : lancement du navigateur web Vivaldi.